# Водороден показател
Водородният показател pH (на български е прието да се произнася като пе ха) е измерител за киселинността или алкалността на даден воден разтвор. Представлява отрицателен десетичен логаритъм от концентрацията С на водородните катиони (H+), изразена в молове на литър:
{\displaystyle \mathrm {pH} =-\lg(C_{{\textrm {H}}^{+}})}
Чрез концентрацията на H+ се определя химичният характер на даден разтвор.
За водни разтвори (при стандартни условия):
- pH < 7 съответства на киселинен разтвор;
- pH = 7 съответства на неутрален разтвор;
- pH > 7 съответства на основен разтвор.

Водородният показател може да бъде определен с помощта на киселинно-основни индикатори и да бъде измерен с помощта на потенциометричен pH-метър.
Точното измерване и регулиране на рН е необходимо в различни клонове на химията, биологията, материалознанието, технологиите, медицината и агрохимията.

## История
Това понятие е въведено през 1909 г. от датския химик Сьорен Сьоренсен. Показателят се нарича pH по първите букви от латинските думи potentia hydrogeni (сила на водорода) и pondus hydrogeni (тегло на водорода). В случая на рН буквата Н означава концентрацията на водородни йони (Н+) или по-точно термодинамичната активност на хидроксониевите йони (H3О+).

## Извеждане на стойностите на pH и pOH
В чиста вода концентрациите на водородните катиони (Н+) и хидроксилните аниони (OH−) са еднакви и при 22 °C те са 10-7 mol/l. Това следва директно от определението за йонно произведение на водата, което при 25 °C е
{\displaystyle K_{W}=C_{H^{+}}.C_{OH^{-}}=10^{-7}mol/l.10^{-7}mol/l=10^{-14}mol^{2}/l^{2}}.
С такива числени стойности на KW се работи много трудно. За удобство на представянето се избягват много малките отрицателни числа и водородният показател pH се изразява, като вместо концентрацията на водородни йони се използва нейният отрицателен десетичен логаритъм:
{\displaystyle \mathrm {pH} =-\lg(C_{{\textrm {H}}^{+}})=\lg \left({\frac {1}{C_{{\textrm {H}}^{+}}}}\right)}.
Аналогично, концентрацията на хидроксилните йони определя хидроксилния показател
{\displaystyle \mathrm {pOH} =-\lg(C_{{\textrm {OH}}^{-}})=\lg \left({\frac {1}{C_{{\textrm {OH}}^{-}}}}\right)}.
Така за чиста вода {\displaystyle {\text{pH}}={\text{pOH}}=7}, а за други разтвори обикновено границите на техните изменения са от 0 до 14 според вида на разтвора. В някои случаи обаче, pH може да излезе извън тези граници. Например, при концентрация на водородни йони {\displaystyle C_{{\textrm {H}}^{+}}=10^{-15}mol/l,{pH}=15}, а при концентрация на хидроксидни йони {\displaystyle C_{{\textrm {OH}}^{-}}=10mol/l,{pH}=-1}
Поради логаритмичния мащаб разлика в рН с 1 единица означава разлика в киселинната/алкалната концентрация 10 пъти.

## Видове разтвори
Съществуват три вида разтвори според pH: основен (алкален), неутрален и киселинен.

### Основен разтвор (алкален разтвор)
Основен е разтвор, в който концентрацията на H+ е по-малка от тази на OH−:
{\displaystyle C_{H^{+}}<C_{OH^{-}}}
Тогава:
{\displaystyle C_{OH^{-}}>10^{-7}mol/l}
{\displaystyle C_{H^{+}}<10^{-7}mol/l}
{\displaystyle \mathrm {pH} >\lg \left({\frac {1}{10^{-7}}}\right)=7}

### Неутрален разтвор
Неутрален е разтвор, в който концентрацията на H+ е равна на тази на OH−:
{\displaystyle C_{H^{+}}=C_{OH^{-}}=10^{-7}mol/l}
Тогава:
{\displaystyle \mathrm {pH} =\lg \left({\frac {1}{10^{-7}}}\right)=7}

### Киселинен разтвор
Киселинен е разтвор, в който концентрацията на H+ е по-голяма от тази на OH−:
{\displaystyle C_{H^{+}}>C_{OH^{-}}}
Тогава:
{\displaystyle C_{OH^{-}}<10^{-7}mol/l}
{\displaystyle C_{H^{+}}>10^{-7}mol/l}
{\displaystyle \mathrm {pH} <\lg \left({\frac {1}{10^{-7}}}\right)=7}

## Влияние на температурата
Тъй като при стандартни условия 25 °C {\displaystyle C_{H^{+}}.C_{OH^{-}}=10^{-14}mol^{2}/l^{2}}, е ясно, че при тази температура {\displaystyle {\text{pH}}+{\text{pOH}}=14}. При по-високи температури константата на електролитната дисоциация на водата се увеличава, създават се повече йони H+ и OH- и се увеличава тяхната концентрация, следователно и йонното произведение на водата KW става по-голямо от 10-14. Тъй като това се дължи на едновременно повишени концентрации както на катиони Н+, така и на аниони OH-, границата на неутралност нараства {\displaystyle {\text{pH}}={\text{pOH}}>7}. Така разтвори с {\displaystyle {\text{pH}}=7} при температура над 25 °C ще имат киселинна реакция.
При по-ниски температури от 25 °C аналогично дисоциацията е по-слаба, йонната концентрация е по-малка както за катиони, така и за аниони и границата на неутралност намалява {\displaystyle {\text{pH}}={\text{pOH}}<7}. Затова разтвори с {\displaystyle {\text{pH}}=7} ще имат алкална реакция.
Изменението на pH от температурата зависи от вида на разтвора. Например:
- 0,001 mol/l солна киселина HCl при 20 °C има pH=3 и при 30 °C pH=3;
- 0,001 mol/l натриева основа NaOH при 20 °C има pH=11,73, а при 30 °C pH=10,83.[1]

## Определяне на pH
Определянето на pH се осъществява посредством три основни метода:
- колориметричен (чрез индикатори)
- потенциометричен (чрез рН-метър)
- аналитичен (чрез киселинно-алкално титруване).

### Чрез цветни индикатори
Редица химични съединения променят цвета си, в зависимост от рН на средата. Това им свойство се използва за практическо определяне на рН на различни субстанции. Най-често използваният индикатор е лакмусът. Използват се още:
- тимолфталеин
- фенолфталеин
- бромтимолблау
- метилоранж

#### Киселинно-основни индикатори
Тези индикатори могат да съществуват в две различно оцветени форми – киселинна или основна. Промяната в цвета на всеки индикатор става в диапазона му на киселинност, обикновено 1 – 2 единици. Използват се за приблизителна оценка на концентрацията на водородни йони.

#### Универсален индикатор
Универсалният индикатор представлява смес от няколко индикатора, с което се разширява работният диапазон на измерване на pH. Той променя последователно цвета си от червено през жълто, зелено, синьо до виолетово при преминаване от киселинна област в основна. Лентите от „индикаторната хартия“ обикновено се импрегнират с разтвори от такива смеси – „универсални индикатори“, с които може бързо да се определи киселинността на изследваните водни разтвори с точност до рН единици или дори десети от тях. За по-точно определяне цвета на индикаторната хартия, получен след нанасяне на капка разтвор, веднага се сравнява с еталонна цветова скала.
Определянето на pH с хартиени индикатори е трудно за мътни или оцветени разтвори.

#### Течен индикатор
Поради факта, че оптималните стойности на pH за хранителни разтвори имат много тесен диапазон на рН (обикновено от 5,5 до 6,5), в практиката се използват и други индикатори. Така например, течният pH тест има работен диапазон и скала от 4,0 до 8,0, което го прави по-точен в сравнение с универсалната индикаторна хартия. Напълва се епруветка с хранителен разтвор или вода и се добавя 1 капка pH тест. Затваря се епруветката, разклаща се и се сравнява получения цвят с цветната скала от комплекта.

### Чрез апарати
Създадени са специални апарати за автоматизирано определяне на рН, наречени рН-метри. Те измерват pH в по-широк диапазон и по-точно (до 0,01 pH единици), отколкото универсалните индикатори. Методът е удобен и високо точен, особено след калибриране на индикаторния електрод в избран диапазон на рН. Позволява да се измерва pH на непрозрачни и цветни разтвори и затова се използва широко.

### Аналитичен обемен метод
Аналитичният обемен метод – киселинно-алкално титруване – също дава точни резултати за определяне на киселинността на разтворите. Към тествания разтвор на капки се добавя разтвор с известна концентрация (титрант). Когато се смесят, протича химическа реакция. Моментът, когато титрантът достигне точно достатъчното количество, за да завърши напълно реакцията, се нарича точка на еквивалентност и се фиксира с индикатор. Знаейки концентрацията и обема на добавения титрантов разтвор, се изчислява киселинността на разтвора.

## Водороден показател на популярни вещества
| Вещество                                                       | pH                | Цвят на индикатора |
| -------------------------------------------------------------- | ----------------- | ------------------ |
| Геотермална вода на вулкана Далол                              | ≈ 0               |                    |
| Наситена солна киселина                                        | 0,1               |                    |
| Наситена сярна киселина                                        | 0,3               |                    |
| Електролит в оловни акумулатори                                | <1,0              |                    |
| Азотна киселина (10% разтвор)                                  | 1,0               |                    |
| Солна (хлороводородна) киселина (10 % разтвор)                 | 1,1               |                    |
| Сярна киселина; Tрихлороцетна киселина (10 % разтвор)          | 1,2               |                    |
| Оксалова киселина (10% разтвор)                                | 1,3               |                    |
| Стомашен сок                                                   | 1,0 – 2,0         |                    |
| Серниста киселина; Ортофосфорна киселина (10% разтвор)         | 1,5               |                    |
| Лайм                                                           | 1,8 – 2,0         |                    |
| Солна (хлороводородна) киселина (1 % разтвор)                  | 2,0               |                    |
| Лимонов сок (5% р-р на лимонова киселина)                      | 2,0 ± 0,3         |                    |
| Сярна киселина (1% разтвор)                                    | 2,1               |                    |
| Лимон                                                          | 2,0 – 2,4         |                    |
| Винена киселина, Ябълкова (оксиянтарна) киселина (10% разтвор) | 2,2               |                    |
| Мравчена киселина (10% разтвор)                                | 2,3               |                    |
| Млечна киселина, Салицилова киселина (10 % разтвор)            | 2,4               |                    |
| Наситена оцетна киселина                                       | 2,4               |                    |
| Червена боровинка                                              | 2,3 – 2,5         |                    |
| Сладки газирани напитки                                        | 2,5 – 2,7         |                    |
| Янтарна киселина (10% разтвор)                                 | 2,7               |                    |
| Стафиди                                                        | 2,8 – 3,0         |                    |
| Цариградско грозде                                             | 2,8 – 3,1         |                    |
| Оцетна киселина (10% разтвор)                                  | 2,9               |                    |
| Хранителен оцет (3 – 15%); Бензоена киселина (10% разтвор)     | 3,0               |                    |
| Ябълков и портокалов сок; Газирана вода                        | 3,0               |                    |
| Кока-кола                                                      | 3,0±0,3           |                    |
| Алуминиева стипца (10% разтвор)                                | 3,2               |                    |
| Боровинка                                                      | 3,0 – 3,7         |                    |
| Грейпфрут                                                      | 3,0 – 3,7         |                    |
| Ягода                                                          | 3,0 – 3,9         |                    |
| Портокал                                                       | 3,0 – 4,0         |                    |
| Малина                                                         | 3,2 – 3,6         |                    |
| Ябълка                                                         | 3,3 – 3,9         |                    |
| Оцетна киселина (1% разтвор)                                   | 3,4               |                    |
| Маслина                                                        | 3,6               |                    |
| Бира, Вино                                                     | 3,0 – 4,5         |                    |
| Сушена кайсия                                                  | 3,4 – 3,8         |                    |
| Праскова                                                       | 3,4 – 4,1         |                    |
| Вишна                                                          | 3,2 – 4,5         |                    |
| Грозде                                                         | 3,5 – 4,5         |                    |
| Маски и балсами след изсветляване на коса                      | 3,5 – 4,7         |                    |
| Кайсия                                                         | 3,3 – 4,8         |                    |
| Круша                                                          | 3,6 – 4,0         |                    |
| Наситена въглеродна киселина                                   | 3,8               |                    |
| Нектарина                                                      | 3,9 – 4,2         |                    |
| Къпина                                                         | 3,9 – 4,5         |                    |
| Сероводородна киселина (10% разтвор)                           | 4,1               |                    |
| Киселинен дъжд                                                 | 4,2 – 4,4 (< 5,6) |                    |
| Киселинни езера                                                | 4,5               |                    |
| Домат                                                          | 4,3 – 4,9         |                    |
| Банан                                                          | 4,5 – 5,3         |                    |
| Киселинни шампоани                                             | 4,5 – 5,5         |                    |
| Червен пипер                                                   | 4,6 – 5,2         |                    |
| Тиква                                                          | 4,8 – 5,2         |                    |
| Маски и балсами за коса след след измиване с шампоан           | 4,7 – 6,0         |                    |
| Наситена арсениста киселина                                    | 5,0               |                    |
| Кафе                                                           | 5,0               |                    |
| Синилна киселина (10% разтвор)                                 | 5,1               |                    |
| Борна киселина (10% разтвор)                                   | 5,2               |                    |
| Броколи                                                        | 5,3               |                    |
| Зеле                                                           | 5,2 – 5,4         |                    |
| Диня                                                           | 5,2 – 5,6         |                    |
| Червено цвекло                                                 | 4,9 – 6,6         |                    |
| Сладък картоф                                                  | 5,3 – 5,6         |                    |
| Шампоан, Урина                                                 | 5,5               |                    |
| Кожа на здрав човек                                            | 5,5               |                    |
| Праз лук                                                       | 5,5 – 6,2         |                    |
| Картоф                                                         | 5,6 – 6,0         |                    |
| Целина                                                         | 5,7 – 6,0         |                    |
| Манго                                                          | 5,8 – 6,0         |                    |
| Копър                                                          | 5,5 – 6,5         |                    |
| Спанак                                                         | 5,5 – 6,8         |                    |
| Боб                                                            | 5,6 – 6,5         |                    |
| Чай                                                            | 5,5 – 7,0         |                    |
| Грах                                                           | 5,8 – 6,4         |                    |
| Морков                                                         | 5,9 – 6,3         |                    |
| Кокос                                                          | 5,5 – 7,8         |                    |
| Царевица                                                       | 5,9 – 7,3         |                    |
| Пъпеш; Спаржа                                                  | 6,0 – 6,7         |                    |
| Маслина                                                        | 6,0 – 7,0         |                    |
| Авокадо                                                        | 6,3 – 6,6         |                    |
| Чисти езера                                                    | 6,5               |                    |
| Мляко                                                          | 6,5 – 6,93        |                    |
| Питейна вода; Фурма                                            | 6,5 – 8,5         |                    |
| Слюнка                                                         | 6,8 – 7,4         |                    |
| Химикали за навиване на коса (едро къдрене)                    | 6,8 – 7,5         |                    |
| Неутрални шампоани                                             | 6,0 – 8,0         |                    |
| Чиста вода при 25°C                                            | 7,0               |                    |
| Детски шампоани                                                | 7,3               |                    |
| Негазирана бутилирана вода                                     | 6,9 – 8,1         |                    |
| Кръв                                                           | 7,36 – 7,44       |                    |
| Лимфа                                                          | 7,5               |                    |
| Химикали за средно къдрене на коса                             | 7,5 – 8,3         |                    |
| Морска вода; Яйца                                              | 8,0               |                    |
| Тиогликолови химикали за дребно къдрене на коса                | 8,3 – 9,1         |                    |
| Хлор                                                           | 9,0               |                    |
| Течен сапун за ръце                                            | 9,0 – 10,0        |                    |
| Устойчива (трайна) боя за коса                                 | 9,0 – 11,0        |                    |
| Високо алкална, йонизирана вода                                | 10,0              |                    |
| Магнезиева суспензия за ръце                                   | 10,0              |                    |
| Тиогликолови препарати за химическо изправяне на косата        | 10,0              |                    |
| Обезцветяващи и избелващи препарати за коса                    | 10,0 – 11,0       |                    |
| Амоняк                                                         | 11,5              |                    |
| Обезцветяващ прах за коса; Сапунена вода                       | 12                |                    |
| Белина (с хлор)                                                | 12,5              |                    |
| Алкални препарати за химическо изправяне на косата             | 13,0              |                    |
| Концентрирани разтвори на основи                               | >13,0             |                    |
| Течност за прочистване на водосточни тръби, сода каустик       | 14                |                    |

## Изохидрични разтвори
Изохидрични се наричат разтворите с еднакво рН.

## Константа на киселинна дисоциация
Константата на киселинна дисоциация (изписва се Ка) е количествена мярка за силата на йонизиращите химични съединения в разтвор. Това е константата на химично равновесие при електролитна дисоциация, в контекста на химичните реакции между киселина и основа.
За една киселина HA, която дисоциира до протон H+ и анион A- по уравнението:
{\displaystyle HA\rightleftharpoons H^{+}+A^{-}}
константата на киселинна дисоциация Ka е дефинирана по следния начин:
{\displaystyle K_{a}={\frac {[H^{+}][A^{-}]}{[HA]}}}